# Buchtarma

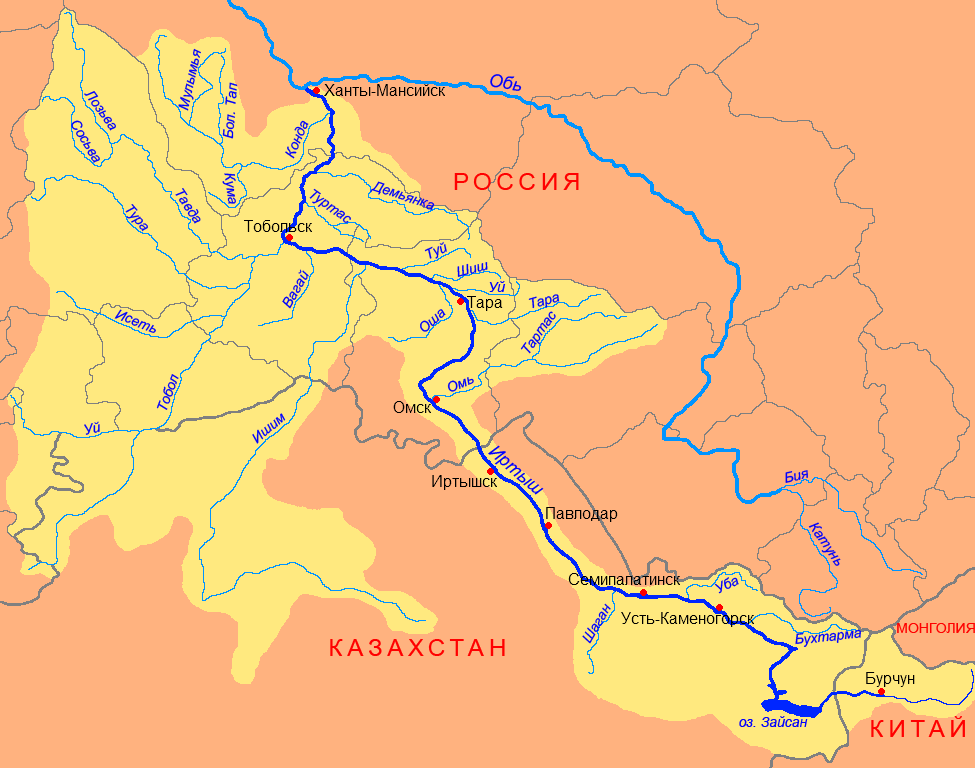
Irtysjs avrinningsområde, inklusive Buchtarmas

Buchtarma (kazakiska: Бұқтырма, Buqtyrma, ryska: Бухтарма, Bukhtarma) är en flod i provinsen Östkazakstan i Kazakstan. Den rinner upp i den södra delen av bergskedjan Altaj och utmynnar i Irtysj och är 336 kilometer lång . Den har ett avrinningsområde på 12 660 km². Dess medelflöde är 214 m³/s.
Buchtarmadammen ligger i floden Irtysj några kilometer nedströms Buchtarnas tidigare mynning. Flodens nedre lopp har således blivit en vik i vattenreservoiren. 

## Tillflöden
- Bérel (Белая Берель)
- Tchernovaïa (Черновая)
- Belaïa (Белая)
- Tourgousoun (Тургусун)

## Bildgalleri

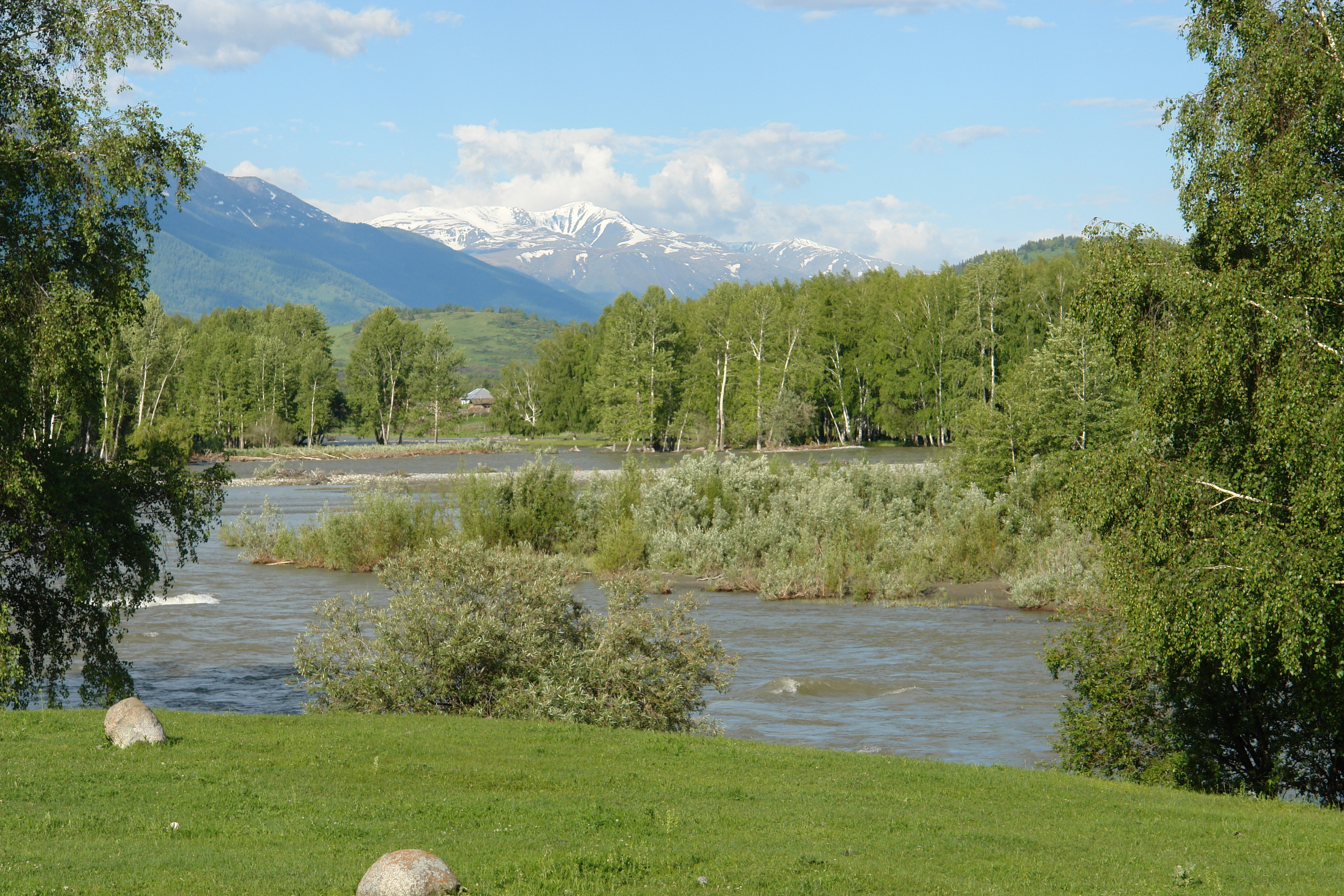
Buchtarma i distriktet Caton Karagaiskiy
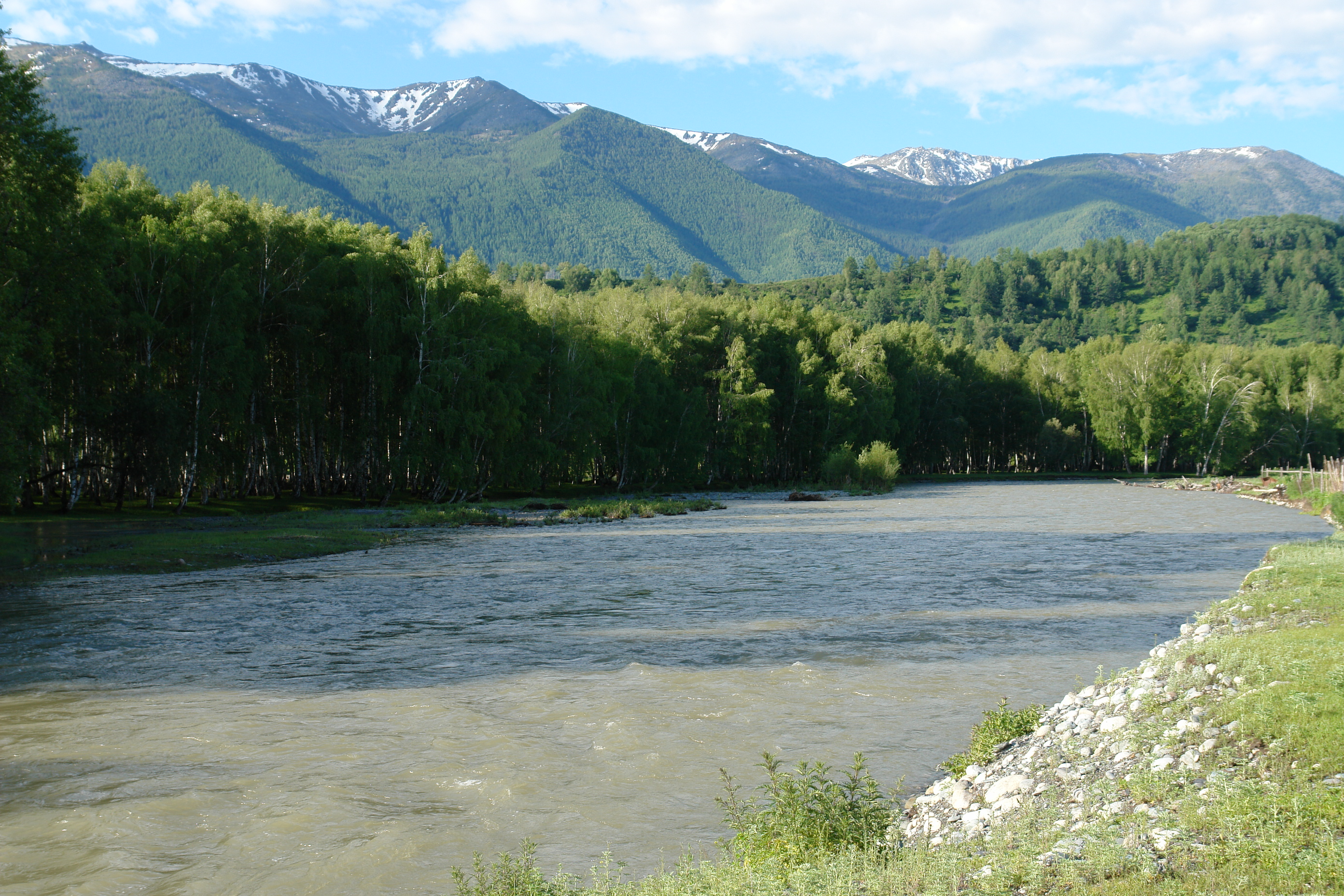
Buchtarma i distriktet Caton Karagaiskiy
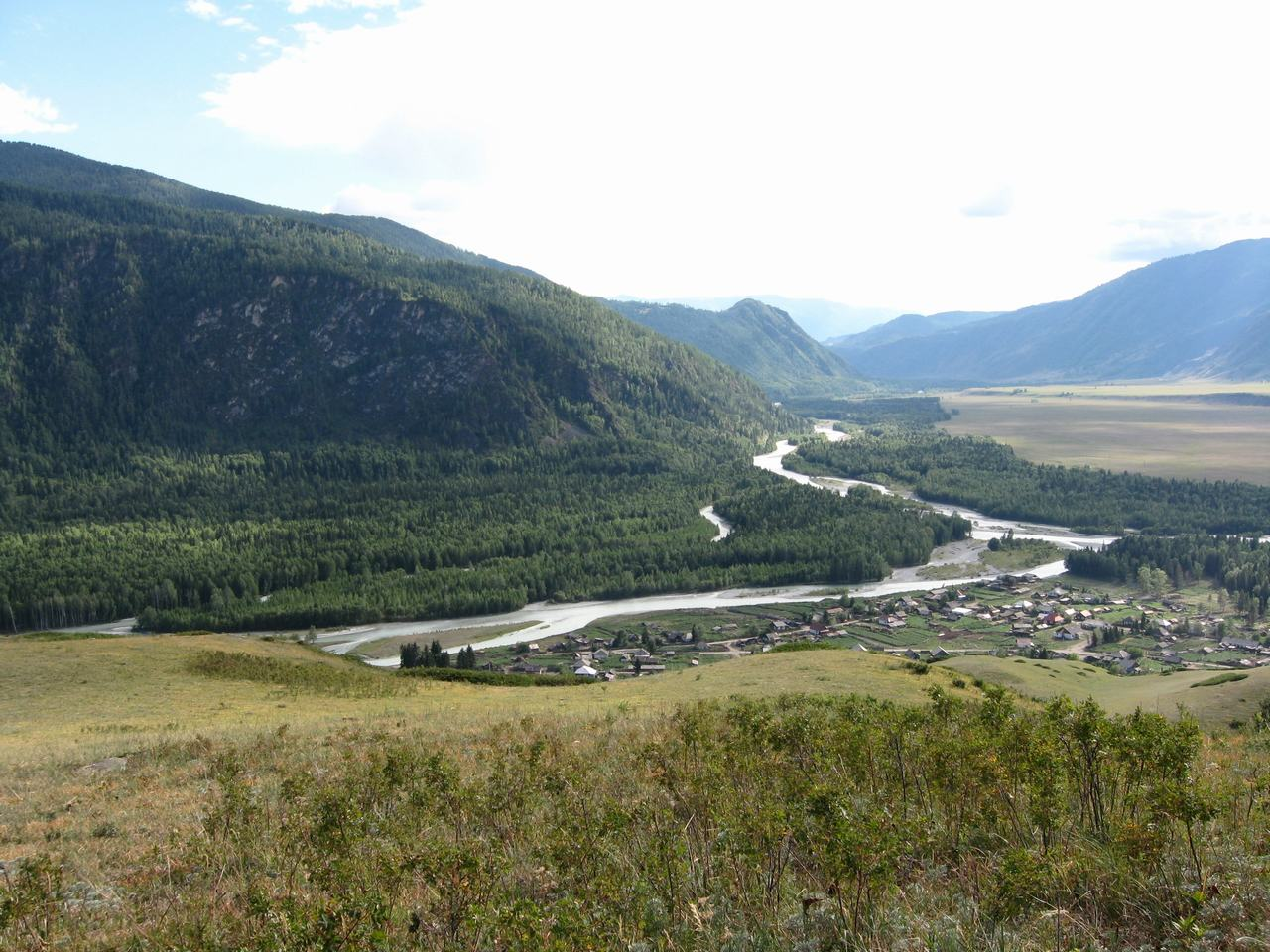
Sammanrinning av floderna Bérel och Buchtarma
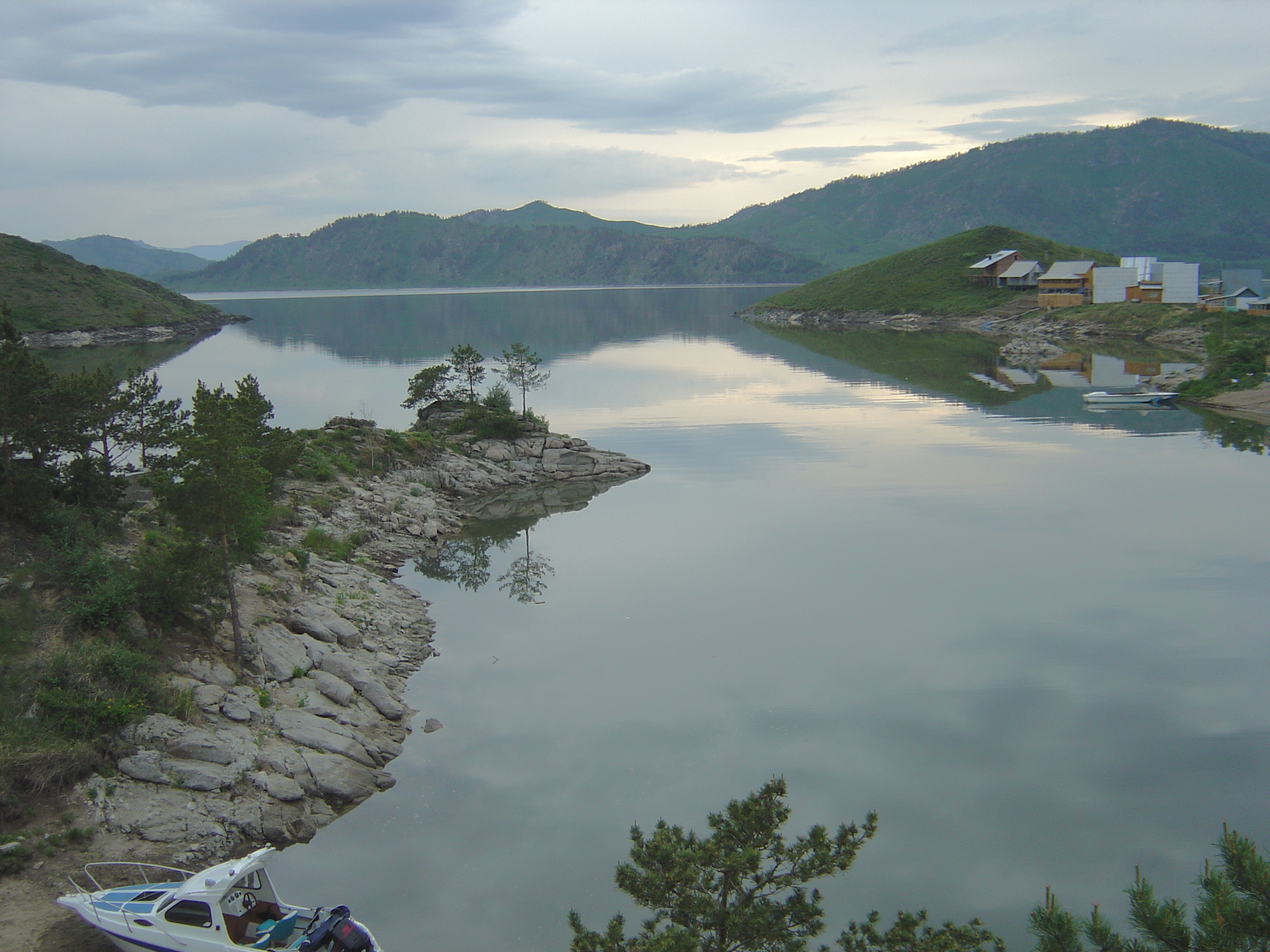
Buchtarmadammen